# Lamberton (Schiff)
Die Lamberton, auch USS Lamberton (Kennung: DD-119 / AG-21 / DMS-2), war ein Zerstörer der Wickes-Klasse der United States Navy, welcher am 19. November 1940 zum schnellen Minenräumer umklassifiziert wurde.
Die Lamberton war 1942/1943 vor Alaska gegen die Japaner im Einsatz und wurde mit einem battle star ausgezeichnet. Seit Sommer 1943 wurde das Schiff nur noch für Ausbildungszwecke eingesetzt und diente als Zielschlepper an der amerikanischen Westküste bzw. um Hawaii.

## Geschichte des Schiffes
Die Lamberton entstand als Zerstörer (DD-119) der Wickes-Klasse unter der Baunummer 217 zwischen dem 1. Oktober 1917 und dem 22. August 1918 bei der Newport News Shipbuilding and Drydock Company in Newport News (Virginia) und war der erste von sechs Zerstörern dieses Typs, die dort entstanden. Namensgeber war der 1912 verstorbene Konteradmiral Benjamin P. Lamberton, der als Chef des Stabes unter Admiral Dewey in der Schlacht in der Bucht von Manila gedient hatte. Taufpatin des Schiffes war am 30. März 1918 Miss Isabell Stedman Lamberton, eine Enkelin des Namensgebers. Der Zerstörer war das bisher einzige Schiff, das seinen Namen trug.
Erster Kommandant wurde Lieutenant Commander Frank L. Slingluff (1886–1947), der 1916 schon kurzzeitig erster Kommandant des Zerstörers Tucker gewesen war.

### Dienst in Friedenszeiten
Nach einer Ausbildungsfahrt in der Karibik kam die Lamberton im Frühjahr 1919 zur Atlantic Fleet  und nahm an diversen Geschwader- und Flottenmanövern teil, die sie bis zu den Azoren führte.
Nach der Verlegung zur neuformierten Pacific Fleet verließ die Lamberton Hampton Roads am 19. Juli 1919 und traf am 7. August in San Diego ein. An der  Westküste der USA operierte die Lamberton vom  August 1919 bis zum Juni  1922. Sie nahm an verschiedenen Ausbildungsprogrammen teil und war in Experimente zur Weiterentwicklung von Marinetaktiken involviert.
Am 30. Juni 1922 wurde der Zerstörer in San Diego vorerst außer Dienst gestellt.
Nach über acht Jahren in der Reserve  wurde die Lamberton wurde am 15. November 1930 unter Lieutenant Commander S. N. Moore erneut in Dienst gestellt.  Für die nächsten eineinhalb Jahre folgten Ausbildungsfahrten des Zerstörers an der Westküste.

### Minensucher
Danach wurde die Lamberton am 16. April 1932 zum Hilfskriegsschiff umklassifiziert, erhielt das Kennzeichen AG-21 für ein allgemeines Hilfs- und Versuchsschiff und fungierte fortan vorrangig als Zielschlepper. Von 1933 bis 1940 war sie in dieser Funktion vor dem Küstenabschnitt von San Diego im Einsatz.  Auch war sie in dieser Zeit in experimentelle Minenräum-Ausbildungsphasen eingebunden und wurde am 19. November 1940 zum schnellen Minenräumer DMS-2 umklassifiziert. Dazu wurde das Schiff mit drei anderen ehemaligen Zerstörern (USS Dorsey [DMS-1, ex-DD-117], Boggs [DMS-3, ex-DD 136, AC-19], Elliot [DMS-4, ex-DD-146]) der Wickes-Klasse zu schnellen Minensuchern umgebaut. Bei der Umrüstung der Schiffe wurde der vierte Kessel und der dazugehörige hintere Schornstein der Schiffe entfernt, an deren Stelle im Rumpf ein zusätzlicher Tank eingebaut wurde. Wie auf ihren Schwesterschiffe in  der neuen Klasse wurden alle Torpedorohre (vier seitliche Drillingsrohre) und die alte Drei-Zoll-Flak entfernt. Die bisherigen 4-Zoll-Kanonen wurden durch modernere 3-Zoll-Geschütze ersetzt, die auch gegen Ziele in der Luft einsetzbar  waren. Auf dem Heck wurden umfangreiche Einrichtungen für die Minensuche installiert. Zur U-Boot-Abwehr behielten die neuen Schiffe weiter vorn zwei nach auswärts gerichtete Abwurfschienen für Wasserbomben. Später wurde auch noch die elektrische Anlage der Minensuch-Zerstörer verändert, um auch erfolgreich gegen magnetische Minen eingesetzt zu werden.
Nach dem Umbau im Mare Island Naval Shipyard folgte die Verlegung nach Pearl Harbor, wo das Schiff am 11. September 1941 eintraf. Es wurde der  Mine Division 6 zugeteilt, zu der auch die Schwesterschiffe  Dorsey, Boggs und Elliot gehörten. Die Lamberton wurde in den Gewässern um Hawaii als Zielschlepper und zur Sicherung vor Unterseebooten eingesetzt.

Der spätere Schauspieler Ernest Borgnine diente zu dieser Zeit als Kanonier auf der Lamberton.

### Zweiter Weltkrieg
Während des japanischen Angriffs auf Pearl Harbour am 7. Dezember 1941 war die Lamberton als Eskorte des Kreuzers Minneapolis auf dem Weg nach Oʻahu. Für die nächsten sieben Monate fuhr sie Patrouille in den Gewässern um die hawaiianischen Inseln.
Am 11. Juli 1942 verließ das Schiff Pearl Harbor und verlegte nach Kodiak, (Alaska), wo sie sieben Tage später eintraf. Der nunmehrige schnelle Minenräumer wurde hier während des Feldzuges gegen die Aleuten im Patrouillen- und Geleitzugsdienst eingesetzt. Mitte Mai 1943 geleitete die Lamberton die Einsatzgruppe mit Verstärkungstruppen zur zweiten Landung in der Massacre Bay, auf der Insel Attu. Danach folgten weitere Patrouillenfahrten bis zum Ende Juni 1943 und anschließender Fahrt nach Kuluk Bay. Danach verlegte die Lamberton zurück nach San Diego, wo sie am 23. Juli eintraf. Hier erfolgte am 5. Juni 1945 die erneute Rückklassifizierung in ein Hilfskriegsschiff mit der Bezeichnung AG-21. Für den Rest des Krieges fungierte sie als Zielschlepper vor der Westküste und vor Pearl Harbor.
Am 13. Dezember 1946 wurde die Lamberton in Bremerton außer Dienst gestellt und am 9. Mai 1947 an die „National Metal and Steel Corporation“ auf  Terminal Island, Los Angeles auf Abbruch verkauft.

## Auszeichnungen
Der Lamberton wurde ein Battle Star für den Kriegseinsatz verliehen.